# 王朝述
王朝述（？—？），河南人，清朝地方官员。
王朝述曾于1821年接替周以勋任宝山县知县一职，1822年由王坤接任。